# 东南大学电子科学与工程学院
东南大学电子科学与工程学院隶属于2009年设立的东南大学信息电子学部。

## 历史
2000年4月，原东南大学、南京铁道医学院、南京交通高等专科学校合并，南京地质学校并入，组建了新的东南大学。相关院系组建了东南大学电子科学与工程学院。

## 专业设置
电子科学与工程学院目前设置了“微电子学与固体电子学”国家重点学科、“物理电子学”国家重点学科、“电路与系统”国家重点学科。 “电子科学与技术”国家一级重点学科、“光学工程”一级学科